# Roc'h ar Hon
Roc'h ar Hon est une petite île privée de France située en Bretagne, dans les Côtes-d'Armor, à l'entrée de l'embouchure du Trieux, à proximité du Phare de la Croix.

## Géographie
L'île mesure 6 420 m2 (0,642 ha) de superficie et comporte un unique bâtiment, une maison de 140 m2 de superficie.
Rocheuse et arborée, elle culmine à 21 mètres d'altitude en son centre.

## Histoire
La maison de l'île est construite en 1758 ; elle a été rénovée en 1990.
L'Île était au début du XXIe siècle la propriété d'une Parisienne qui l'a revendue en 2022 à une famille avec enfants passionnée de mer et de pêche, dont ce sera la résidence secondaire